# Liste der Nummer-eins-Hits in Japan (1990)
Die Liste der japanischen Nummer-eins-Hits enthält die Daten vom 1. Januar bis zum 31. Dezember 1990. Die letzte Woche im Jahr fällt mit der ersten Woche des neuen Jahres zusammen. Angegeben sind die Verkaufszahlen der jeweiligen Nummer eins in ihrer Woche. Alle Angaben basieren auf den offiziellen japanischen Charts von Oricon.

## Singles
| ← 1989 ← | Liste der Nummer-eins-Hits in Japan | Liste der Nummer-eins-Hits in Japan | Liste der Nummer-eins-Hits in Japan | 1991 →                    |
| \| Zeitraum \| Wo. ges. \| Interpret \| Titel Autor(en) \| Zusätzliche Informationen \| \| (Zeitraum, Wochen auf Platz eins, Interpret, Titel, Autor[en], zusätzliche Informationen) \| \| \| \| \| \| ----------------------------------------------------------------------------------------- \| -------- \| ----------------- \| -------------------------------- \| ------------------------- \| \| 25. Dezember 1989 – 21. Januar 1990 4 Wochen \| 4 \| Tatsurō Yamashita \| Christmas Eve \| – \| \| 22. Januar 1990 – 28. Januar 1990 1 Woche (insgesamt 2) \| 2 \| Shizuka Kudō \| Kuchibiru kara biyaku \| – \| \| 29. Januar 1990 – 4. Februar 1990 1 Woche \| 1 \| Miho Nakayama \| Midnight Taxi \| – \| \| 5. Februar 1990 – 11. Februar 1990 1 Woche \| 1 \| BUCK-TICK \| Aku no hana \| – \| \| 12. Februar 1990 – 18. Februar 1990 1 Woche (insgesamt 2) \| 2 \| Shizuka Kudō \| Kuchibiru kara biyaku \| – \| \| 19. Februar 1990 – 25. Februar 1990 1 Woche \| 1 \| Hikaru Genji \| Kōya no Megalopolis \| – \| \| 26. Februar 1990 – 4. März 1990 1 Woche \| 1 \| Rie Miyazawa \| NO TITLIST \| – \| \| 5. März 1990 – 11. März 1990 1 Woche (insgesamt 3) \| 3 \| Lindberg \| Ima sugu Kiss Me \| – \| \| 12. März 1990 – 18. März 1990 1 Woche \| 1 \| Kyōko Koizumi \| Minogashite kure yo \| – \| \| 19. März 1990 – 24. März 1990 1 Woche (insgesamt 3) \| 3 \| Lindberg \| Ima sugu Kiss Me \| – \| \| 25. März 1990 – 1. April 1990 2 Wochen \| 2 \| Complex \| 1990 \| – \| \| 2. April 1990 – 8. April 1990 1 Woche (insgesamt 3) \| 3 \| Lindberg \| Ima sugu Kiss Me \| – \| \| 9. April 1990 – 22. April 1990 2 Wochen \| 2 \| Wink \| Sexy Music \| – \| \| 23. April 1990 – 29. April 1990 1 Woche \| 1 \| Kome Kome Club \| Roman hikō/Jet Stream roman hikō \| – \| \| 30. April 1990 – 13. Mai 1990 2 Wochen \| 2 \| Princess Princess \| OH YEAH! \| – \| \| 14. Mai 1990 – 20. Mai 1990 1 Woche (insgesamt 2) \| 2 \| Tama \| Sayonara jinrui/Ranchiu \| – \| \| 21. Mai 1990 – 27. Mai 1990 1 Woche \| 1 \| Shizuka Kudō \| Senryū no shizuku \| – \| \| 28. Mai 1990 – 3. Juni 1990 1 Woche (insgesamt 2) \| 2 \| Kyōsuke Himuro \| JEALOUSY o nemurasete \| – \| \| 4. Juni 1990 – 10. Juni 1990 1 Woche \| 1 \| Eikichi Yazawa \| PURE GOLD \| – \| \| 11. Juni 1990 – 17. Juni 1990 1 Woche (insgesamt 2) \| 2 \| Kyōsuke Himuro \| JEALOUSY o nemurasete \| – \| \| 18. Juni 1990 – 24. Juni 1990 1 Woche (insgesamt 2) \| 2 \| Tama \| Sayonara jinrui/Ranchiu \| – \| \| 25. Juni 1990 – 1. Juli 1990 1 Woche \| 1 \| B’z \| Taiyō no Komachi Angel \| – \| \| 2. Juli 1990 – 8. Juli 1990 1 Woche \| 1 \| Jitterin' Jinn \| Nichiyōbi \| – \| \| 9. Juli 1990 – 15. Juli 1990 1 Woche (insgesamt 7) \| 7 \| B.B.Queens \| Odoru Pompokorin \| – \| \| 16. Juli 1990 – 22. Juli 1990 1 Woche \| 1 \| TM Network \| THE POINT OF LOVERS' NIGHT \| – \| \| 23. Juli 1990 – 29. Juli 1990 1 Woche (insgesamt 7) \| 7 \| B.B.Queens \| Odoru Pompokorin \| – \| \| 30. Juli 1990 – 5. August 1990 1 Woche (insgesamt 2) \| 2 \| Akina Nakamori \| Dear Friend \| – \| \| 6. August 1990 – 12. August 1990 1 Woche \| 1 \| The Blue Hearts \| Jōnetsu no bara \| – \| \| 13. August 1990 – 19. August 1990 1 Woche (insgesamt 2) \| 2 \| Akina Nakamori \| Dear Friend \| – \| \| 20. August 1990 – 26. August 1990 1 Woche (insgesamt 7) \| 7 \| B.B.Queens \| Odoru Pompokorin \| – \| \| 27. August 1990 – 2. September 1990 1 Woche \| 1 \| Hikaru Genji \| CO CO RO \| – \| \| 3. September 1990 – 30. September 1990 4 Wochen (insgesamt 7) \| 7 \| B.B.Queens \| Odoru Pompokorin \| – \| \| 1. Oktober 1990 – 7. Oktober 1990 1 Woche (insgesamt 7) \| 7 \| Shizuka Kudō \| Watashi ni tsuite \| – \| \| 8. Oktober 1990 – 14. Oktober 1990 1 Woche \| 1 \| TM Network \| TIME TO COUNT DOWN \| – \| \| 15. Oktober 1990 – 4. November 1990 3 Wochen \| 3 \| B’z \| Easy Come, Easy Go! \| – \| \| 5. November 1990 – 11. November 1990 1 Woche \| 1 \| B’z \| Itoshii hito yo Good Night... \| – \| \| 12. November 1990 – 18. November 1990 1 Woche \| 1 \| Hikaru Genji \| Waratte yo \| – \| \| 19. November 1990 – 25. November 1990 1 Woche \| 1 \| Akina Nakamori \| Mizu ni sashita hana \| – \| \| 26. November 1990 – 2. Dezember 1990 1 Woche (insgesamt 3) \| 3 \| Midori Karashima \| Silent Eve \| – \| \| 3. Dezember 1990 – 9. Dezember 1990 1 Woche \| 1 \| Princess Princess \| Julian \| – \| \| 10. Dezember 1990 – 23. Dezember 1990 2 Wochen (insgesamt 3) \| 3 \| Midori Karashima \| Silent Eve \| – \| \| 24. Dezember 1990 – 17. Februar 1991 8 Wochen \| 8 \| KAN \| Ai wa katsu \| – \| |                                     |                                     |                                     |                           |
| ← 1989 |                                     |                                     |                                     | → 1991 →                  |
| Zeitraum | Wo. ges.                            | Interpret                           | Titel Autor(en)                     | Zusätzliche Informationen |
| (Zeitraum, Wochen auf Platz eins, Interpret, Titel, Autor[en], zusätzliche Informationen) |                                     |                                     |                                     |                           |
| 25. Dezember 1989 – 21. Januar 1990 4 Wochen | 4                                   | Tatsurō Yamashita                   | Christmas Eve                       | –                         |
| 22. Januar 1990 – 28. Januar 1990 1 Woche (insgesamt 2) | 2                                   | Shizuka Kudō                        | Kuchibiru kara biyaku               | –                         |
| 29. Januar 1990 – 4. Februar 1990 1 Woche | 1                                   | Miho Nakayama                       | Midnight Taxi                       | –                         |
| 5. Februar 1990 – 11. Februar 1990 1 Woche | 1                                   | BUCK-TICK                           | Aku no hana                         | –                         |
| 12. Februar 1990 – 18. Februar 1990 1 Woche (insgesamt 2) | 2                                   | Shizuka Kudō                        | Kuchibiru kara biyaku               | –                         |
| 19. Februar 1990 – 25. Februar 1990 1 Woche | 1                                   | Hikaru Genji                        | Kōya no Megalopolis                 | –                         |
| 26. Februar 1990 – 4. März 1990 1 Woche | 1                                   | Rie Miyazawa                        | NO TITLIST                          | –                         |
| 5. März 1990 – 11. März 1990 1 Woche (insgesamt 3) | 3                                   | Lindberg                            | Ima sugu Kiss Me                    | –                         |
| 12. März 1990 – 18. März 1990 1 Woche | 1                                   | Kyōko Koizumi                       | Minogashite kure yo                 | –                         |
| 19. März 1990 – 24. März 1990 1 Woche (insgesamt 3) | 3                                   | Lindberg                            | Ima sugu Kiss Me                    | –                         |
| 25. März 1990 – 1. April 1990 2 Wochen | 2                                   | Complex                             | 1990                                | –                         |
| 2. April 1990 – 8. April 1990 1 Woche (insgesamt 3) | 3                                   | Lindberg                            | Ima sugu Kiss Me                    | –                         |
| 9. April 1990 – 22. April 1990 2 Wochen | 2                                   | Wink                                | Sexy Music                          | –                         |
| 23. April 1990 – 29. April 1990 1 Woche | 1                                   | Kome Kome Club                      | Roman hikō/Jet Stream roman hikō    | –                         |
| 30. April 1990 – 13. Mai 1990 2 Wochen | 2                                   | Princess Princess                   | OH YEAH!                            | –                         |
| 14. Mai 1990 – 20. Mai 1990 1 Woche (insgesamt 2) | 2                                   | Tama                                | Sayonara jinrui/Ranchiu             | –                         |
| 21. Mai 1990 – 27. Mai 1990 1 Woche | 1                                   | Shizuka Kudō                        | Senryū no shizuku                   | –                         |
| 28. Mai 1990 – 3. Juni 1990 1 Woche (insgesamt 2) | 2                                   | Kyōsuke Himuro                      | JEALOUSY o nemurasete               | –                         |
| 4. Juni 1990 – 10. Juni 1990 1 Woche | 1                                   | Eikichi Yazawa                      | PURE GOLD                           | –                         |
| 11. Juni 1990 – 17. Juni 1990 1 Woche (insgesamt 2) | 2                                   | Kyōsuke Himuro                      | JEALOUSY o nemurasete               | –                         |
| 18. Juni 1990 – 24. Juni 1990 1 Woche (insgesamt 2) | 2                                   | Tama                                | Sayonara jinrui/Ranchiu             | –                         |
| 25. Juni 1990 – 1. Juli 1990 1 Woche | 1                                   | B’z                                 | Taiyō no Komachi Angel              | –                         |
| 2. Juli 1990 – 8. Juli 1990 1 Woche | 1                                   | Jitterin' Jinn                      | Nichiyōbi                           | –                         |
| 9. Juli 1990 – 15. Juli 1990 1 Woche (insgesamt 7) | 7                                   | B.B.Queens                          | Odoru Pompokorin                    | –                         |
| 16. Juli 1990 – 22. Juli 1990 1 Woche | 1                                   | TM Network                          | THE POINT OF LOVERS' NIGHT          | –                         |
| 23. Juli 1990 – 29. Juli 1990 1 Woche (insgesamt 7) | 7                                   | B.B.Queens                          | Odoru Pompokorin                    | –                         |
| 30. Juli 1990 – 5. August 1990 1 Woche (insgesamt 2) | 2                                   | Akina Nakamori                      | Dear Friend                         | –                         |
| 6. August 1990 – 12. August 1990 1 Woche | 1                                   | The Blue Hearts                     | Jōnetsu no bara                     | –                         |
| 13. August 1990 – 19. August 1990 1 Woche (insgesamt 2) | 2                                   | Akina Nakamori                      | Dear Friend                         | –                         |
| 20. August 1990 – 26. August 1990 1 Woche (insgesamt 7) | 7                                   | B.B.Queens                          | Odoru Pompokorin                    | –                         |
| 27. August 1990 – 2. September 1990 1 Woche | 1                                   | Hikaru Genji                        | CO CO RO                            | –                         |
| 3. September 1990 – 30. September 1990 4 Wochen (insgesamt 7) | 7                                   | B.B.Queens                          | Odoru Pompokorin                    | –                         |
| 1. Oktober 1990 – 7. Oktober 1990 1 Woche (insgesamt 7) | 7                                   | Shizuka Kudō                        | Watashi ni tsuite                   | –                         |
| 8. Oktober 1990 – 14. Oktober 1990 1 Woche | 1                                   | TM Network                          | TIME TO COUNT DOWN                  | –                         |
| 15. Oktober 1990 – 4. November 1990 3 Wochen | 3                                   | B’z                                 | Easy Come, Easy Go!                 | –                         |
| 5. November 1990 – 11. November 1990 1 Woche | 1                                   | B’z                                 | Itoshii hito yo Good Night...       | –                         |
| 12. November 1990 – 18. November 1990 1 Woche | 1                                   | Hikaru Genji                        | Waratte yo                          | –                         |
| 19. November 1990 – 25. November 1990 1 Woche | 1                                   | Akina Nakamori                      | Mizu ni sashita hana                | –                         |
| 26. November 1990 – 2. Dezember 1990 1 Woche (insgesamt 3) | 3                                   | Midori Karashima                    | Silent Eve                          | –                         |
| 3. Dezember 1990 – 9. Dezember 1990 1 Woche | 1                                   | Princess Princess                   | Julian                              | –                         |
| 10. Dezember 1990 – 23. Dezember 1990 2 Wochen (insgesamt 3) | 3                                   | Midori Karashima                    | Silent Eve                          | –                         |
| 24. Dezember 1990 – 17. Februar 1991 8 Wochen | 8                                   | KAN                                 | Ai wa katsu                         | –                         |